# Nuoto in acque libere ai campionati mondiali di nuoto 2017 - 5 km a squadre
La gara dei 5 km a squadre miste dei campionati mondiali di nuoto 2017 è stata disputata il 20 luglio nelle acque del lago Balaton, nella regione ungherese del Transdanubio, a partire dalle ore 10:00. Alla gara hanno preso parte 19 squadre composte da quattro atleti.
La competizione è stata vinta dalla squadra francese, mentre l'argento e il bronzo sono andati alla squadra statunitense e a quella italiana.

## Risultati
| Posizione | Nazione       | Atleti                                                                 | Tempo     | Ritardo |
| --------- | ------------- | ---------------------------------------------------------------------- | --------- | ------- |
| 1         | Francia       | Océane Cassignol Logan Fontaine Aurélie Muller Marc-Antoine Olivier    | 54'05"9   | -       |
| 2         | Stati Uniti   | Brendan Casey Ashley Twichell Haley Anderson Jordan Wilimovsky         | 54'18"1   | +12"2   |
| 3         | Italia        | Rachele Bruni Giulia Gabbrielleschi Federico Vanelli Mario Sanzullo    | 54'31"0   | +25"1   |
| 4         | Australia     | Kareena Lee Jack Brazier Kiah Melverton Jack McLoughlin                | 54'42"9   | +37"0   |
| 5         | Gran Bretagna | Danielle Huskisson Patrick Robinson Timothy Shuttleworth Alice Dearing | 54'51"1   | +45"2   |
| 6         | Brasile       | Allan do Carmo Viviane Jungblut Ana Marcela Cunha Ponte Fernando       | 55'19"6   | +1'13"7 |
| 7         | Ungheria      | Juhász Janka Kristóf Rasovszky Melinda Novoszath Gergely Gyurta        | 55'23"7   | +1'17"8 |
| 8         | Germania      | Finnia Wunram Leonie Beck Soren Detlef Meissner Rob Muffels            | 55'41"8   | +1'35"9 |
| 9         | Giappone      | Yohsuke Miyamoto Yasunari Hirai Yukimi Moriyama Minami Niikura         | 55'54"0   | +1'48"1 |
| 10        | Russia        | Sergei Bolshakov Daria Kulik Kirill Abrosimov Maria Novikova           | 55'55"1   | +1'49"2 |
| 11        | Canada        | Richard Weinberger Stephanie Horner Eric Hedlin Breanne Siwicki        | 55'58"3   | +1'52"4 |
| 12        | Sudafrica     | Danie Marais Chad Ho Michelle Weber Robyn Kinghorn                     | 56'05"3   | +1'59"4 |
| 13        | Argentina     | Joaquín Moreno Cecilia Biagioli Julia Lucila Arino Guillermo Bertola   | 56'43"4   | +2'37"5 |
| 14        | Ecuador       | David Castro Patricia Guerrero Iván Enderica Ochoa Samantha Arévalo    | 58'01"2   | +3'55"3 |
| 15        | Israele       | Yuval Safra Shahar Resman Chaya Zabludoff Eden Girloanta               | 58'20"7   | +4'14"8 |
| 16        | Rep. Ceca     | Matěj Kozubek Vít Ingeduld Alena Benešová Lenka Štěrbová               | 58'32"2   | +4'26"3 |
| 17        | Messico       | Arturo Pérez Vertti Martha Sandoval Alfredo Villa María Mata           | 58'32"5   | +4'26"6 |
| 18        | Kazakistan    | Kenessary Kenenbayev Xeniya Romanchuk Nina Rakhimova Lev Cherepanov    | 1h00'59"3 | +6'53"4 |
| 19        | Hong Kong     | Sin Chin Ting Keith Tse Tsz Fung Lok Man Hoi Nip Tsz Yin               | 1h02'11"7 | +8'05"8 |